# 西白河郡
西白河郡（日语：／ Nishishirakawa gun */?）是福島縣的一郡，設立于1879年，由白河郡改名誕生。人口50,339人、面積307.00 km²（2007年）。
現轄有以下1町、3村。
- 矢吹町
- 泉崎村
- 中島村
- 西鄉村